# Bell 429 GlobalRanger
Bell 429 GlobalRanger je lahki dvomotorni večnamenski helikopter, ki sta ga razvila Bell Helicopter in Korea Aerospace Industries. 429 je povečana in modernizirana različica Bell-a 427. Prvi let prototipa je bil 27. februarja 2007. Do junija 2009 je zbral 301 naročil. 
Povod za razvoj 429 je bilo veliko povpraševanje po medicinskih prevozih (medevac). Predhodnik 427 je imel sorazmerno majhno kabino in je bil tako manj primeren. Bell 429 je certificiran za IFR letenje. 

## Specifikacije (Bell 429)
Podatki iz Bell 429 brochure, Bell Helicopter 429 product specifications, Flug Revue Bell 429 page,
Splošne karakteristike
- Posadka: 1 pilot
- Število sedežev: 7 potnikov
- Dolžina: 41 ft 8 in (12,7 m)
- Premer rotorja: 36 ft (10,97 m)
- Višina: 13 ft 3 in (4,04 m)
- Teža praznega letala: 4245 lb (1925 kg)
- Uporaben tovor: 2755 lb (1250 kg)
- Maks. vzletna teža: 7000 lb (3175 kg)
- Pogon letala: 2 ×  turbogredni Pratt & Whitney Canada PW207D1, 625 KM (466 kW)730 KM (545 kW) vzletna moč  vsak
- Volumen kabine: 204 ft³ (5,8 m³)

 Zmogljivost 
- Neprekoračljiva hitrost: 155 vozlov (178 mph, 287 km/h)
- Potovalna hitrost: 150 vozlov (172,5 mph, 273 km/h)
- Doseg: 390 nmi (449 mi, 722 km)
- Višina leta: 20000 ft (6096 m)